# Athyreus brasilicus
Athyreus brasilicus es una especie de coleóptero de la familia Geotrupidae.

## Distribución geográfica
Habita en Brasil.